# Arnsberg (Kipfenberg)

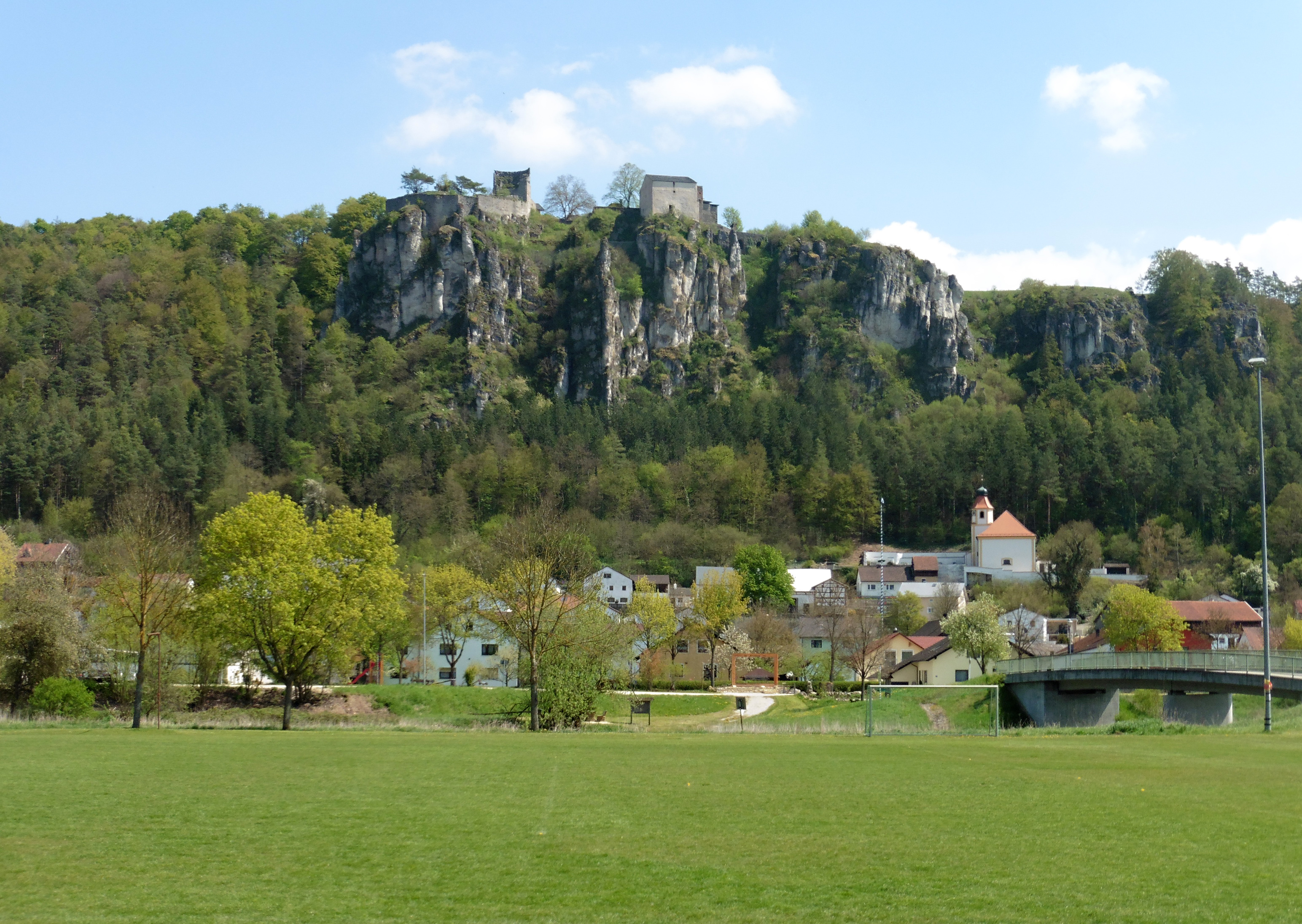
Arnsberg mit Burg von Westen

Arnsberg ist ein Ortsteil des Marktes Kipfenberg nördlich von Ingolstadt in Oberbayern.

## Geographie
Mit seinen etwa 360 Einwohnern liegt das Kirchdorf inmitten des Naturparks Altmühltal. Vom hochwassergefährdeten Bereich an der Altmühl steigen die Häuser terrassenförmig nach oben bis zur Kirche an, dem höchsten Punkt des Ortes. Ein besonderer Blickfang ist das steil über dem Ort aufragende, ca. 120 Meter hohe Felsmassiv aus Dolomitgestein, auf dem die Burgruine Arnsberg thront. Bei Arnsberg mündet das Schambachtal in die Altmühl. Nachbarorte sind Böhming, Regelmannsbrunn, Attenzell (auf der südlichen Albhochfläche), Gungolding und Schambach.

## Geschichte
Arnsberg bedeutet Berg des Arn. Der Personenname wird vom althochdeutschen aro (Adler) abgeleitet. Zu Arnsberg saß nachweisbar seit dem 11. Jahrhundert das Edelgeschlecht der Arnsberger, wohl aus Erlingshofen im Anlautertal stammend. Gozwin „de Ansperc“ erschien 1087 auf einer Bamberger Synode mit Friedrich von Kastl als Zeuge; ob allerdings Arnsberg an der Altmühl oder Ansberg bei Bad Staffelstein gemeint ist, ist ungewiss. 1162 war ein „Gotefridus von Arnesperch“ Zeuge in einer Urkunde des Eichstätter Bischofs Konrad I. von Morsbach.
Wann die Burg erbaut wurde, ist unbekannt, 1278 wurde sie erstmals urkundlich erwähnt. Zu diesem Zeitpunkt hatte sie der Ritter Gottfried von Heideck zu Lehen; den Namen „von Heideck“ hatten sich die Arnsberger 1253 zugelegt. Burggraf Friedrich von Nürnberg erkannt an, dass zu den Besitzungen, die sein Neffe Gottfried von Heideck wie von alters her seine Vorfahren als Eichstätter Lehen innehatte, an erster Stelle die Burg in Arnsberg gehörte. Auch das älteste Eichstätter Lehenbuch vom Anfang des 14. Jahrhunderts verzeichnet das „castrum“ Arnsberg als Eichstätter Lehen in Händen der Heidecker.
Wohl im Zuge der Hirschberger Erbschaft 1305 kam Arnsberg zu Bayern. 1332 verpfändete Herzog Heinrich XV. von Niederbayern die Burg an den herzoglichen Pfleger Heinrich von Wildenstein zu Rotenparig, wohl ein Verwandter eines Heinrich von Wildenstein, der 1312 erstmals als herzoglicher Pfleger auf Arnsberg genannt wurde. Bis 1348 besaßen Hartwig und Altmann von Degenberg (bei Bogen) die Burg als Pfandschaft. Ab 1348 waren der Minnesänger Hadmar von Laber und sein Bruder Ulrich Pfandinhaber. Durch Verschwägerung gingen ihre Rechte an die Frauenhofer über, die ab 1364 auf der Burg saßen. 1393 stiftete Jörg von Frauenhofen eine Ewigmesse in der Burgkapelle St. Georg. Dessen Söhne Theseres (der Jüngere), Kaspar und Hans Frauenhofer waren Raubritter, die im Land Ludwigs des Gebarteten, des Herzogs von Bayern-Ingolstadt, „Klöster, Pfaffen und Laien“ beraubten, Häuser niederbrannten und Untertanen des Herzogs verschleppten. Daraufhin brachte Seitz Erlacher von Hofstetten 1415 die Frauenhofer in Acht und Kirchenbann; Herzog Ludwig VII. schlug sie, nahm ihre Burg 1416/17 ein und übergab diese Pflegern. 1450 verpfändete der Herzog seinen Arnsberger Besitz den Herren von Laaber, die die Burg wieder aufbauten. 1465 waren wieder die Herren von Heideck im Besitz der Burg.
1473/75 kaufte der Eichstätter Bischof Wilhelm von Reichenau die bereits wieder baufällige Burg dem Herzog Albrecht ab, der sie zuletzt an Sibylla von Heideck, geborene von Ortenburg, verpfändet hatte. Die Bauschäden wurden behoben, solange die Eichstätter Bischöfe Interesse an der Burg als Jagd- und Sommerschloss hatten; als sie aber Schloss Hirschberg bevorzugten, begann der Verfall der Arnsberger Burg, die bis zur Säkularisation 1803 fürstbischöflicher Besitz blieb.
1710 stürzte die Pfeilermauer der Vorbrücke ein, die wiederhergestellt werden musste. 1747 wurde festgestellt, dass die „Gefahr zum Einfallen“ des Schlosses gegeben sei. 1763 berichtete der Fürstbischöfliche Baudirektor Mauritio Pedetti, dass der Turm abgetragen sei; die Pflastersteine wurden nach Hirschberg gebracht. 1765 stürzte die Brückenmauer abermals und 1831 die Südostmauer der Hauptburg größtenteils ein. Daraufhin befahl die Herzoglich Leuchtenbergische Regierung, die Burg, in deren Besitz mit dem Ort sie seit 1818 war, im Laufe des Jahres abzutragen. Der Bergfried, 1856 noch ca. 25 Meter hoch, wurde wegen Einsturzgefahr „verkürzt“; die Quadersteine wurden zur Errichtung anderer Gebäude verwendet. Die Burgkapelle St. Georg war schon 1798 eingefallen.
In Arnsberg gab es nachweislich schon im 12. Jahrhundert einen Meierhof; somit könnte der Ort älter sein als die Burg. Später, wohl im 14. Jahrhundert, erhielt Arnsberg die Marktrechte; ein Marktsiegel ist von 1475 überliefert. Von der Befestigung des Ortes – die Mauern reichten bis zur Burg empor – ist noch das Kipfenberger Tor mit ehemaligem Torwarthaus in Fachwerkbauweise und ein Teil der Mauer mit dem Überrest eines Rundturms am Berghang erhalten. Bereits 1460 wurde eine Taferne im Ort erwähnt; spätestens seit 1630 existierte ein Brauhaus. 1634 brannten die Schweden den Ort nieder. Noch 1682 wurde eine Reihe von Arnsberger Häusern als „Brandstatt“ bezeichnet. Schloss, Markt und alle dazugehörenden Dörfer, Weiler, Mühlen und Einöden unterstanden der hohen und niederen Gerichtsbarkeit des Hochstifts Eichstätt.
Am 30. Mai 1770 legte Fürstbischof Raymund Anton Graf von Strasoldo den Grundstein der heutigen Kirche St. Sebastian als (seit 1469) Filialkirche der Pfarrei Gungolding. Das Langhaus der Vorgängerkirche wurde dazu abgebrochen, der Chor belassen, auf den ein neuer Turm gesetzt wurde. Die Konsekration der nach Plänen von Mauritio Pedetti errichteten Kirche erfolgte am 31. Mai 1772. Bereits die Vorgängerkirche, 1634 von den Schweden zerstört und danach wieder aufgebaut, diente als Wallfahrtskirche zu dem Pestpatron; so unternahmen ab 1655 die Haunstetter, 1669 die Hirnstetter und 1757 die Köschinger Wallfahrten nach Arnsberg. „Um Rangstreitigkeiten vorzubeugen“, wurde 1757 eine Kirchenstuhlordnung für Arnsberg erlassen. Die 1645 errichtete Arnsberger Bruderschaft S. Sebastiani wurde 1858 erneuert. 1811 waren zwei Nebenaltäre aus der säkularisierten Klosterkirche Notre-Dame in Eichstätt in die Pfarrkirche gekommen, 1875 erhielt sie eine neue Orgel.
Um 1830 bestand der Ort aus 43 Häusern. 1911 wurde eine Schule im Ort errichtet. 1921 kamen neue Glocken in den Kirchturm, gegossen von Wendelin Vielwerth in Ingolstadt. 1922 erbaute der Schlossbauer eine neue Schlosskapelle in seinem Hof.
Arnsberg war bis zur Eingemeindung nach Kipfenberg am 1. April 1971 eine selbstständige Gemeinde.

## Wirtschaft und Infrastruktur
Arnsberg im Altmühltal verfügt über drei Gastronomiebetriebe, davon zwei mit Hotel sowie weitere Gewerbebetriebe. Auch ein Kindergarten steht, untergebracht im alten Schulhaus, zur Verfügung.

## Sehenswürdigkeiten

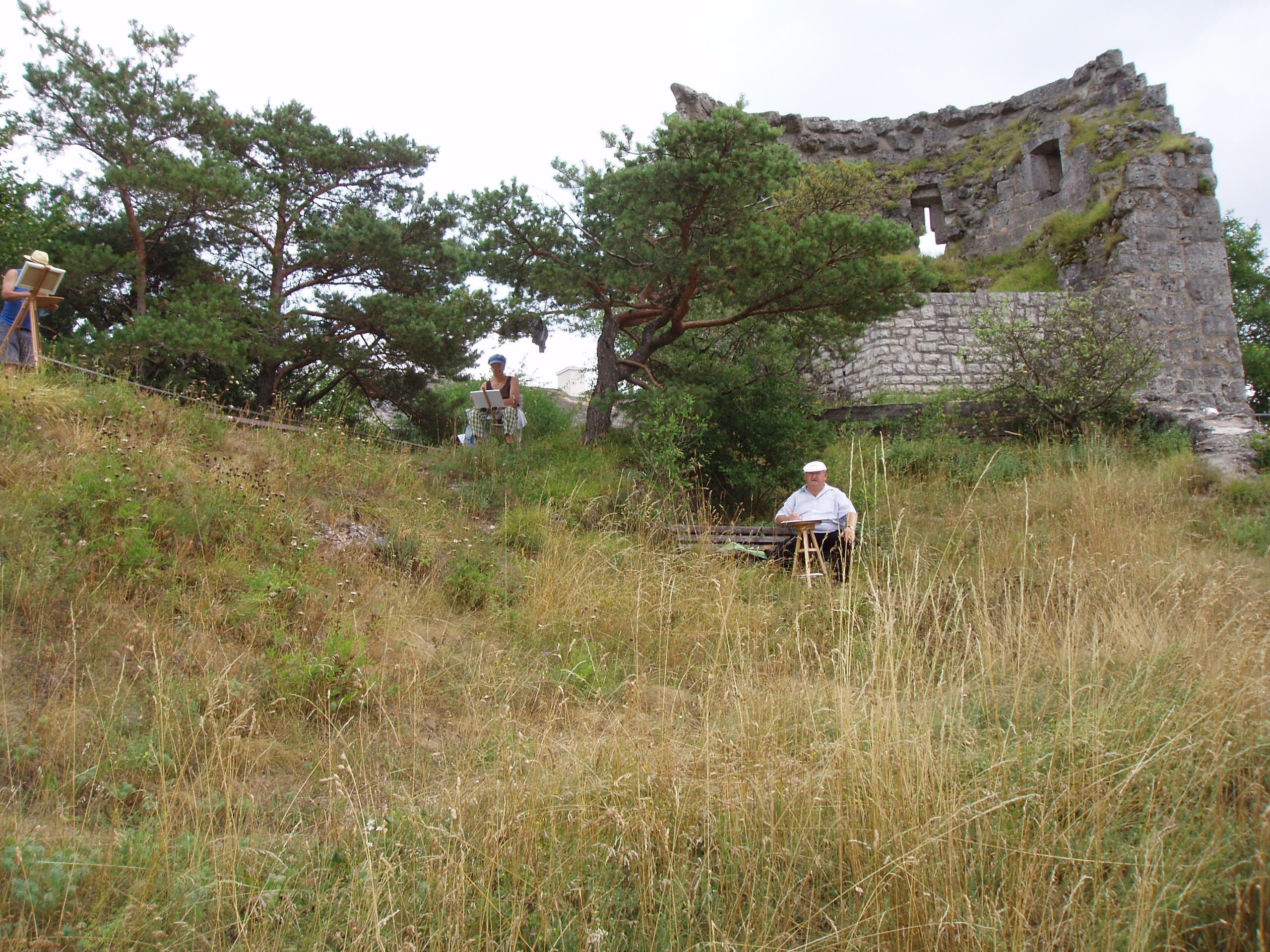
Der Bergfried des ehemaligen Schlosses Arnsberg

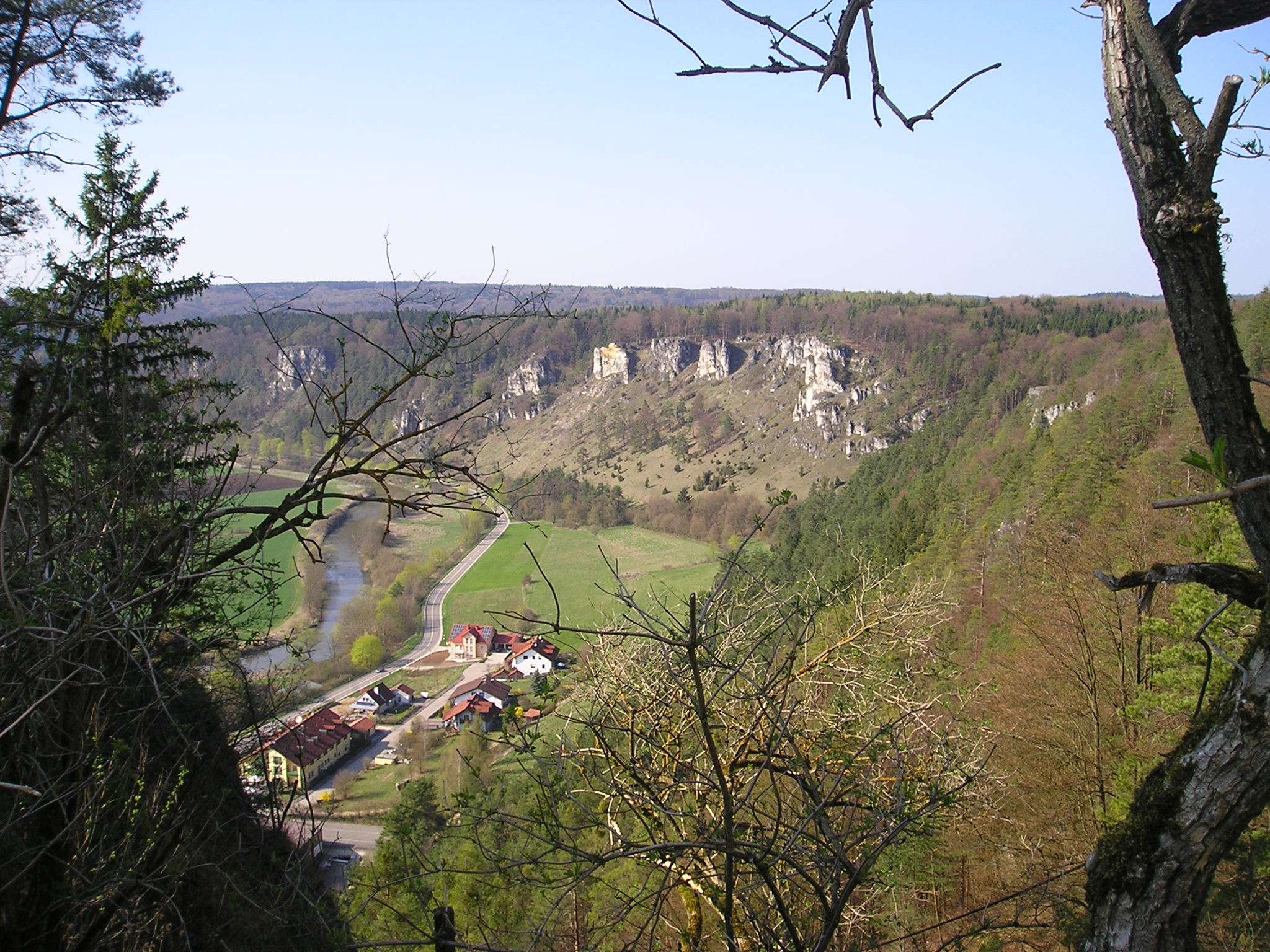
Naturschutzgebiet Arnsberger Leite

- Katholische Kirche St. Sebastian, 1770–72 erbaut; Untergeschoss des jetzigen Turms aus gotischer Zeit stammend; barocke Raumgestaltung; klassizistischer Hochaltar (um 1800), zwei barocke Seitenaltäre (1811 aus der Klosterkirche Notre-Dame in Eichstätt erworben) von Johann Georg Bergmüller
- Zwei barocke Wegkapellen
- Zehentstadel von 1599 mit fränkischem Steildach
- Fachwerkstadel der Tafernwirtschaft an der Torstraße
- Burgruine Arnsberg: Ringmauer, ein unregelmäßiges Vieleck bildend; fünfeckiger Bergfried, in 8,5 Meter Höhe in die Rundung übergehend. In der Vorburg ist heute ein Hotel untergebracht.
- Naturschutzgebiet Arnsberger Leite